# Ch'oe Sŏ-hae
Ch'oe Sŏ-hae (hangeul : 최서해 ; hanja : 崔曙海), né le 21 janvier 1901 et mort le 9 juillet 1932 est un poète et romancier coréen, figure des débuts de la littérature prolétarienne dans le pays. 